# Ernest Obodo
Ernest Anaezichukwu Obodo (ur. 24 października 1966 w Awha-Imezi) – nigeryjski duchowny katolicki, biskup pomocniczy Enugu od 2018.

## Życiorys

### Prezbiterat
Święcenia kapłańskie otrzymał 22 lipca 2000 i został inkardynowany do diecezji Enugu. Przez kilka lat pracował jako duszpasterz parafialny. W 2004 rozpoczął pracę jako wychowawca seminarium w Nchatancha, a w 2016 został jego rektorem.

### Episkopat
25 maja 2018 papież Franciszek mianował go biskupem pomocniczym diecezji Enugu, ze stolicą tytularną Mediana. Sakry udzielił mu 31 sierpnia 2018 nuncjusz apostolski w Nigerii – arcybiskup Antonio Filipazzi.